# Welcome to all the pleasures
Welcome to all the pleasures (Z339) is een ode van Henry Purcell, ter gelegenheid van het feest van Sint Cecilia gecomponeerd in 1683.
Dit werk was de eerste ode die Purcell componeerde voor het Feest van Sint Cecilia, gehouden op 22 november. Het was een nieuw evenement: Purcell was de eerste die de opdracht toebedeeld kreeg door de organisatoren, The Musical Society. De ode was een groot succes, en de jonge Purcell kreeg hiermee grote erkenning. In 1692 vroeg de organisatie hem nogmaals (inmiddels de derde keer) om een gelegenheidswerk te componeren: dit resulteerde in zijn groots opgezette Hail! Bright Cecilia. Er is een verschil merkbaar tussen de twee werken: in 1683 zat Purcell in een vroegere fase, zijn orkestratie was nog bescheidener en hij experimenteerde volop met chromatiek. Enkele stukken uit dit werk zijn zeer bekend geworden. Een jaar later werd de partituur gepubliceerd. Vermoedelijk werd samen met dit werk ook Laudate Ceciliam uitgevoerd.
De tekst is van de hand van Christopher Fishburn, een dichter over wie bijzonder weinig bekend is. De volledige titel luidt Welcome to all the pleasures. A Musical Entertainment perform'd on November XXII 1683, it being the Festival of St Cecilia, a great Patroness of Music. Het is een lofzang op de muziek, die 'alle plezier' verzinnebeeldt:
Welcome to all the pleasures that delight
Of ev'ry sense the grateful appetite.
Hail, great assembly of Apollo's race.
Hail to this happy place, this musical assembly
That seems to be the arc of universal harmony.
Purcell maakt in deze ode een aantal zeer indrukwekkende ritornelli; vooral het gedeelte waarin het over het 'instemmen van de goden' gaat, inspireerde hem tot een buitengewoon bewogen melodie:
Here the deities approve,
The God of Music and of Love.
Er volgt een oproep om de stemmen te verheffen, de 'orgels der natuur' (Then lift up your voices, those organs of nature), die opnieuw met een sereen en ingetogen lied afgewisseld wordt (Beauty, thou scene of love). Ten slotte komt de laatste lof aan Cecilia, in 'a consort of voices': Iô Cecilia, waarna de stemmen geleidelijk wegsterven (zonder een grote finale, die Purcell wel meer gebruikte).
Welcome to all the pleasures is een van de weinige oden van Purcell die nog geregeld opgevoerd worden; de bijzonder originele melodieën getuigen van een componist die, op zijn vierentwintigste, in staat was een muzikaal monument te creëren.